# Cercle Sportif Fola Esch
El Cercle Sportif Fola Esch és un club de futbol luxemburguès de la ciutat d'Esch-sur-Alzette.
Fundat el 1906 pel professor d'anglès Jean Roeder amb el nom de Football and Lawn Tennis Club Esch, fou el primer club del país. L'any 1907 adoptà els colors a ratlles vermelles i blanques. El 1910 absorbí el club FC Nerva esdevenint Cercle Sportif Fola Esch. L'any 1918 guanyà el seu primer campionat i el darrer. Sempre ha refusat fusionar-se amb els seus veïns del Jeunesse Esch.
L'any 2007 el club va ser comprat per l'empresari fill de gallecs, Gérard López

## Palmarès
- Lliga luxemburguesa de futbol:[2]

Campions (8): 1917-18, 1919-20, 1921-22, 1923-24, 1929-30, 2012-13, 2014-15, 2020-21
Finalistes (7): 1916-17, 1918-19, 1920-21, 1928-29, 1948-49, 1953-54, 1954-55
- Copa luxemburguesa de futbol:[3]

Campions (3): 1922-23, 1923-24, 1954-55
Finalistes (1): 1972-73